# Knut Folkesson
Knut Folkesson (Algotssönernas ätt), död troligen 1348, var ett svenskt riksråd. 

## Biografi
Knut Folkesson var son till Folke Algotsson och Ingrid Svantepolksdotter. Han gifte sig före 1319 med Torgils Knutssons dotter Margareta. 1320 sägs han vara rådherre och väpnare, 1323 omtalas han som riddare. Omkring 1343 fick han Blekinge i förläning på tre år. Troligen avled han 1348, 1351 var han definitivt död. 
Han var Heliga Birgittas främsta motståndare och troligen den hon syfta på med "sin huvudfiende" som "slog vatten över Kristi brud, då hon gick på en trång gata". Troligen är det också Knut Folkesson som åsyftas då Birgitta klandrat att Brynolf Algotsson låg begravd på en så ringa plats. Enligt Brynolfsprocessen för att få honom helgonförklarad sägs en ande ha visat sig för ett vittne och klandrat att Brynolf låg bredvid Knut, "det där smutsiga svinet".

### Familj
Knut Folkesson var 21 mars 1391 gift med Margareta Tyrgilsdotter, dotter till marsken Tyrgils Knutsson (Tyrgils Knutssons ätt). De fick tillsammans barnen Birgitta Knutsdotter (Algotssönernas ätt) som var gifte med Magnus Gislesson (Sparre av Aspnäs) och Ingeborg Knutsdotter (Algotssönernas ätt) som var gift med Nils Magnusson (Ivar Nilssons ätt).
Han gifte sig andra gången med Sigrid Håkansdotter (två nedvända sparrar), syster till Sune Håkansson (två nedvända sparrar). De fick tillsammans dottern Margareta Knutsdotter (Algotssönernas ätt) som var gift med riddaren och riksrådet Erik Karlsson (Örnfot).